# Bob Catley

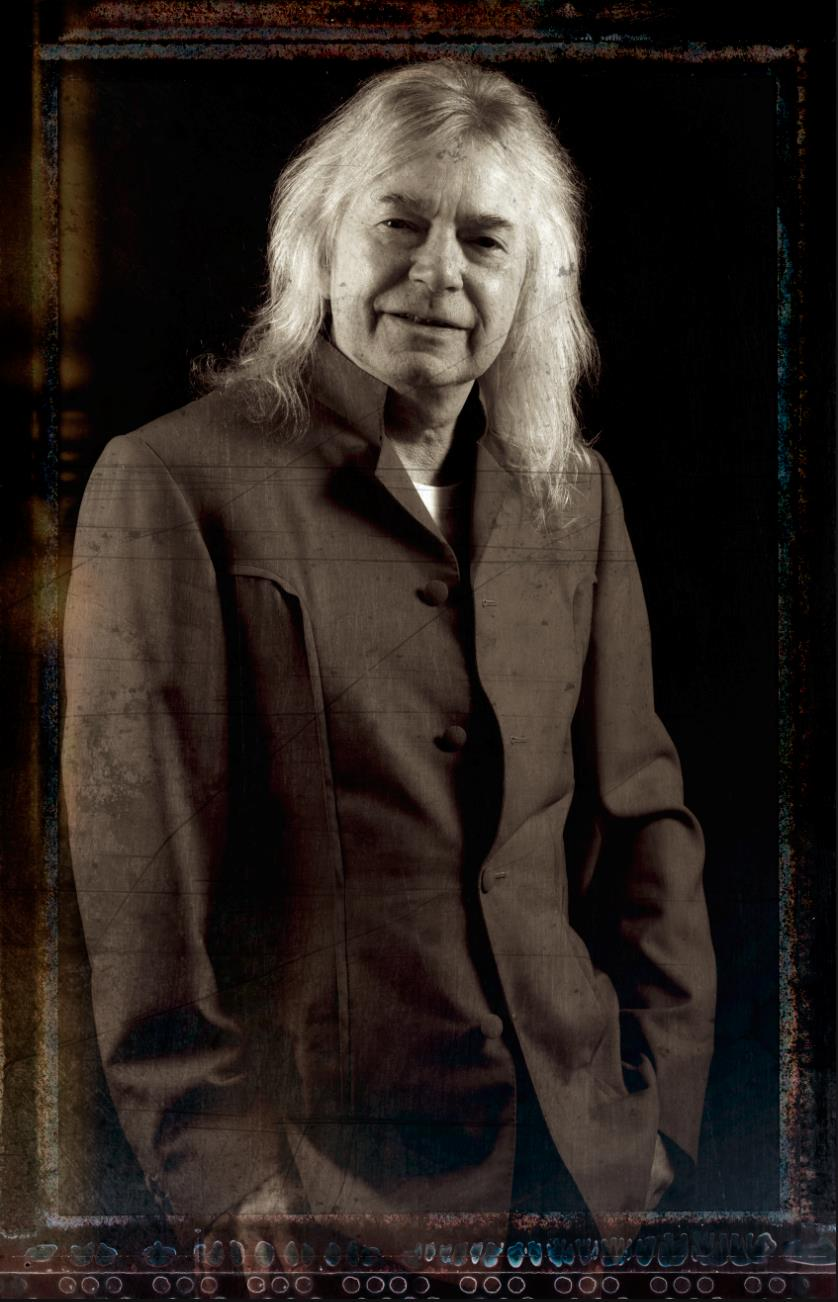
Bob Catley, 2017

Robert Adrian „Bob“ Catley (* 11. September 1947 in Aldershot, England) ist ein britischer Sänger, der hauptsächlich als Sänger der Rockband Magnum, aber auch durch zahlreiche Solo- und Nebenprojekte bekannt wurde.

## Jugend
Nach dem Umzug der Familie in den Raum Birmingham besuchte Catley eine höhere Schule (vergleichbar dem Gymnasium in Deutschland), um danach eine Ausbildung bei der Post zu beginnen. Durch gleichgesinnte Freunde wurde er jedoch motiviert, eine musikalische Laufbahn einzuschlagen. Bereits zu Schulzeiten hatte er sich an mehreren Bands beteiligt. „Paradox“, Catleys erste professionelle Band, veröffentlichte zwei Singles, die jedoch keine Bedeutung erlangten.

## Karriere

### Magnum (1972–1995, 2001–2024)

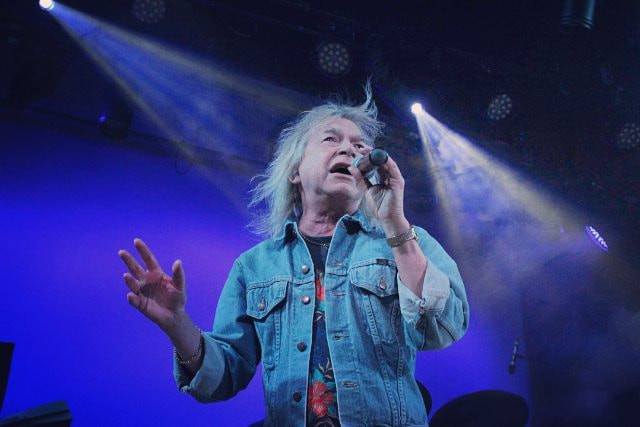
Catley mit Magnum, 2016

Gemeinsam mit dem Gitarristen Tony Clarkin gründete Catley die Band Magnum, die ab 1972 in der britischen Clubszene bekannt wurde, kommerziell jedoch zunächst wenig erfolgreich war. Der Durchbruch gelang Magnum 1976 als Vorgruppe von Judas Priest auf deren Sin After Sin-Tournee, obwohl die Band zu diesem Zeitpunkt weder ein Album noch einen Plattenvertrag vorzuweisen hatte. In den 1980er-Jahren etablierte sich Magnum als bedeutende Band im Genre „melodischer Hard Rock“. Nach Clarkins Tod am 7. Januar 2024 gab Catley zwei Monate später das offizielle Ende der Band bekannt.

### Hard Rain (1995–2001)
Nach der Auflösung von Magnum 1995 gründete Catley zusammen mit Tony Clarkin die Band Hard Rain, die die Alben Hard Rain und When The Good Times Come veröffentlichte. Gleichzeitig begann sich Catley verstärkt um andere Projekte zu bemühen. Er arbeitete mit Gary Hughes von der Band Ten zusammen und veröffentlichte das mit seiner Hilfe geschriebene Soloalbum The Tower. Schließlich gab er seinen Rückzug aus Hard Rain bekannt.

### Soloalben
Während die ersten drei Alben den typischen Magnum-Stil pflegen (melodiöser, teils hymnischer Hardrock), sind die beiden folgenden von härterer Gangart. 2008 erfolgte mit Immortal die Rückbesinnung auf den ursprünglichen Stil.

#### The Tower (1998)
Das Album, dessen Titel von Gary Hughes geschrieben wurden, orientierte sich stark am Klang früher Magnum-Platten: „I dug out all my classic old Magnum records and they inspired me to write in this style for Bob. (Ich habe alle meine klassischen alten Magnum-Alben ausgegraben, und sie inspirierten mich, in diesem Stil für Bob zu schreiben.)“. The Tower wurde in den Startrack Studios in Manchester aufgenommen und von Hughes produziert. Hughes spielte darauf auch Bass und Keyboard. Von Catleys Auftritt auf dem The-Gods-Festival wurde das Live-Album Live at The Gods (erschienen Januar 1999) zusammengestellt, das sowohl Material von The Tower als auch Magnum-Titel enthielt. Auf dem japanischen Markt erschienen The Tower und Live at The Gods als Doppel-CD. Das Album wurde von der Kritik überwiegend positiv bewertet.

#### Legends (1999)
Im Sommer 1999 wurde das Album Legends aufgenommen, dessen Titel bereits den Inhalt andeutet. Die erneut von Hughes geschriebenen Stücke befassen sich mit legendären Figuren und Ereignissen (Homer, Dracula, Phantom der Oper usw.). Auch die Keyboardtracks wurden wieder von Hughes gespielt. Legends wurde wie sein Vorgänger auf dem The Gods-Festival erstmals öffentlich vorgestellt. Im Jahr 2000 folgte eine ausgedehnte Tournee, auf der Catley unter anderen von Kip Winger als Gastmusiker unterstützt wurde.

#### Middle Earth (2001)
Das thematisch an dem Der-Herr-der-Ringe-Epos orientierte Album Middle Earth erschien 2001. Auch dieses Album wurde wieder von Hughes geschrieben, als Musiker waren Mitglieder von Hughes’ eigener Band Ten sowie Tracy Hitchings, Sängerin von Landmarq, beteiligt. Es schloss sich eine Akustik-Tournee mit Kip Winger sowie eine Tournee mit Ten an.

#### When Empires Burn (2003)
2003 erschien das Album When Empires Burn, das von Catleys langjährigem Keyboarder Paul Hodson geschrieben und produziert worden war. Es fällt im Gesamtsound härter aus als seine Vorgänger und nähert sich dem klassischen Heavy Metal an. Auch dieses Album wurde von einer Europa-Tournee gefolgt, auf der Catley von der britischen Band „Lost Weekend“ unterstützt wurde.

#### Spirit of Man (2006)
Die „Lost Weekend“-Mitglieder Dave Thompson und Paul Uttley schrieben das 2006 erschienene Album Spirit of Man, an dem Catley erstmals auch als Produzent (in Zusammenarbeit mit Vince O’Regan) beteiligt war. Mit diesem Album verfolgte Catley die mit When Empires Burn eingeschlagene Entwicklung zu einem härteren Stil.

#### Immortal (2008)
2008 erschien mit Immortal das sechste Studioalbum Catleys, das von Dennis Ward produziert wurde und in seinem Gesamtkonzept starke Parallelen zu früheren Magnum-Alben aufweist; dies nicht zuletzt auch durch das von Rodney Matthews gestaltete Cover, das deutlich an die früheren Magnum-Cover erinnert.

### Andere Projekte
- Jabberwocky (1999) – mit Clive Nolan und Oliver Wakeman
- Hound Of The Baskervilles (2002) – mit Clive Nolan und Oliver Wakeman
- The Metal Opera Part II (2002) – Avantasia, Projekt von Tobias Sammet von Edguy
- Once and Future King Part I (2003) – mit Gary Hughes von Ten
- Once and Future King Part II (2003) – mit Gary Hughes von Ten
- The Scarecrow (2008) – Avantasia, Projekt von Tobias Sammet von Edguy
- 01011001 (2008) – Ayreon, Projekt von Arjen Anthony Lucassen
- The Wicked Symphony (2010) – Avantasia, Projekt von Tobias Sammet von Edguy
- Angel of Babylon (2010) – Avantasia, Projekt von Tobias Sammet von Edguy
- The Mystery Of Time (2013) – Avantasia, Projekt von Tobias Sammet von Edguy
- Ghostlights (2016) – Avantasia, Projekt von Tobias Sammet von Edguy
- Moonglow (2019) – Avantasia, Projekt von Tobias Sammet von Edguy
- A Paranormal Evening with the Moonflower Society (2022) – Avantasia, Projekt von Tobias Sammet von Edguy